# Acacia glauca
Leucaena leucocephala là một loài thực vật có hoa trong họ Đậu. Loài này được (L.) Moench miêu tả khoa học đầu tiên.

## Hình ảnh

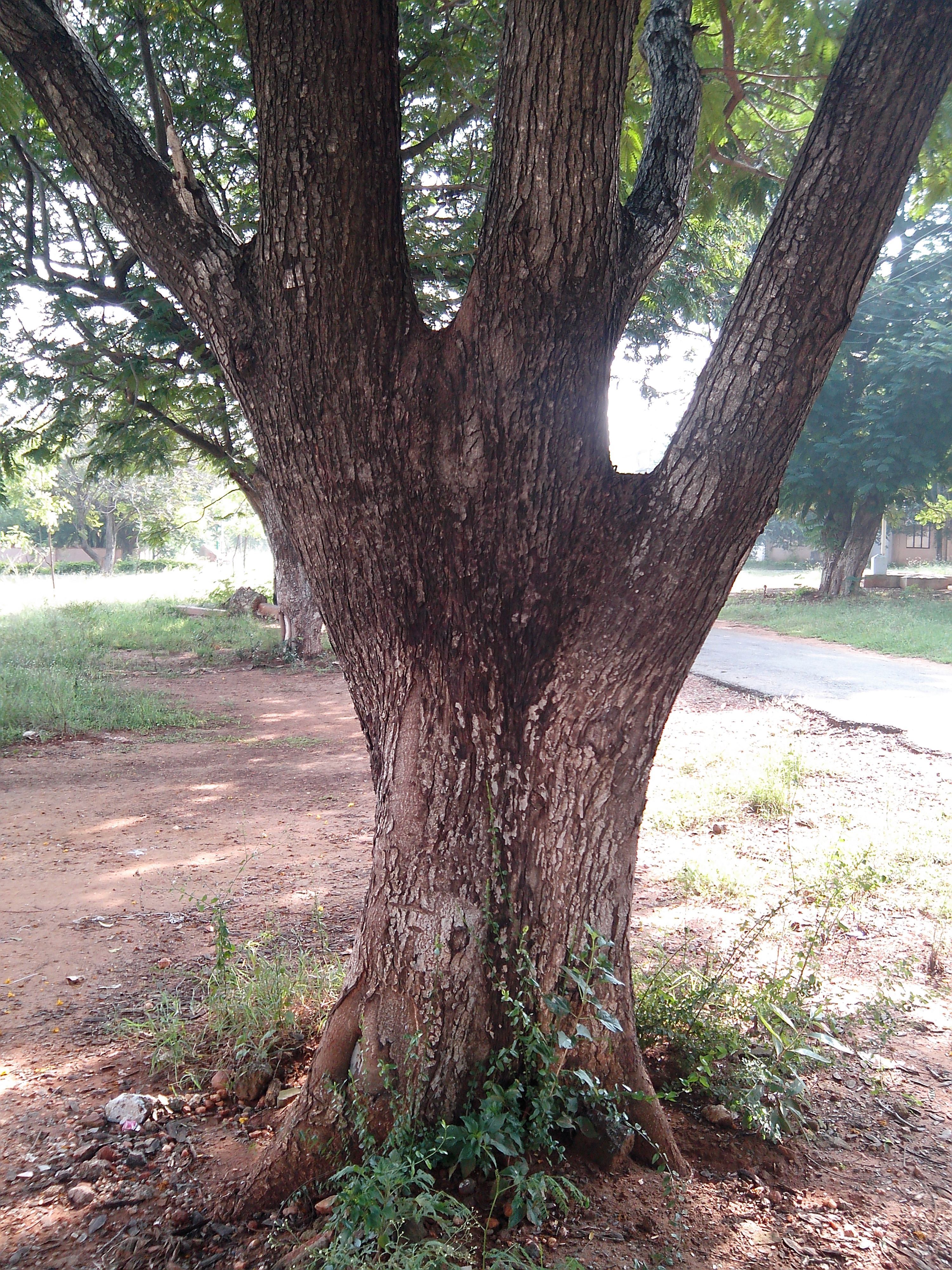
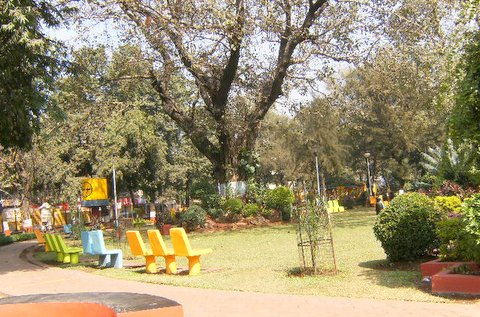
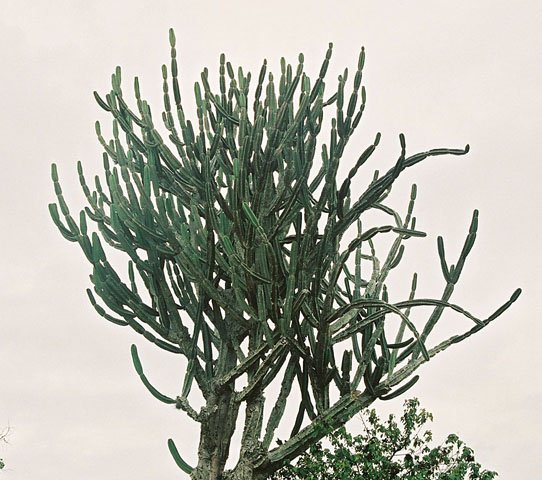